# Roodbrauwkruiper
De roodbrauwkruiper (Climacteris erythrops) is een zangvogel uit de familie Climacteridae (Australische kruipers).

## Verspreiding en leefgebied
Deze vogel is endemisch in Australië en komt voor van zuidoostelijk Queensland tot oostelijk Victoria.

## Status
De grootte van de populatie is niet gekwantificeerd maar de soort wordt omschreven als schaars. Op de Rode lijst van de IUCN heeft deze soort de status niet bedreigd.